# Synchronous Data Link Control
Synchronous Data Link Control (ou SDLC) est un protocole standard développé par la société IBM dans les années 1970 et utilisé dans son modèle d'architecture réseau en couches SNA antérieur à celui de l'ISO (Modèle OSI).
Compte tenu de la concurrence entre les modèles d'architecture en couches SNA et OSI et de l'évolution des réseaux en général, IBM (International Business Machines Corporation) proposa des variantes de son protocole. Finalement, L'ISO (Organisation internationale de normalisation) modifia SDLC pour créer le protocole HDLC.

## Description
Ce protocole est orienté transmission bi-directionnelle axée sur les bits et supporte différents types de liaisons et de topologies. Sont supportés les processus d'acheminement Point-à-point et Multipoint, Half-duplex et Full-duplex, par commutation de paquets ou de circuits.
SDLC identifie au niveau de la couche "liaison de données" deux types de nœuds de réseau: primaire et secondaire. Un nœud primaire commande les opérations des nœuds secondaires qui ne peuvent transmettre l'information à celui-ci qu'après permission.

## Format de la trame en mode normal modulo 8
| Fanion | Adresse (2) | Commande (2) | Données | FCS    | FCS    | Fanion |
| ------ | ----------- | ------------ | ------- | ------ | ------ | ------ |
| 8 bits | 8 bits      | 8 bits       | ---     | 8 bits | 8 bits | 8 bits |

(2) En mode étendu modulo 128.

### Les champs
Fanion (Flag) :
c'est un délimiteur de début et de fin de trame (octet = 01111110 ou 7E).
Adresse (Adress) :
ce champ de 8 bits contient l'adresse du destinataire ou de la station secondaire qui envoie et ou reçoit la trame. Il permet d'identifier 256 adresses secondaires différentes. Toutefois deux adresses sont réservées: 00 pour "aucune station trouvée" et FF pour identifier toutes les stations secondaires sur un lien spécifique.
Commande (Control) .
Ce champ utilise trois formats différents selon le type de trame qui sont:
- le format de trame d'information (Information frame format ou trame I) contient des en-têtes et des données pour les couches supérieures de l'architecture SNA (niveau 3 dans le modèle OSI);
- le format de trame de supervision (Supervisory frame format ou trame S) fournit des paramètres. Une trame S peut demander la suspension d'une transmission de données, un rapport sur le statut ou un accusé-réception des trames I;
- Le format de trame non numérotée (Unumbered frame format ou trame U) fournit un jeu de commandes et de réponses pour initialiser ou arrêter une liaison, contrôler les flux et identifier des stations.

Données :
ce sont les données de la trame à transmettre.
FCS (Frame Check Sequence) :
vérifie la cohérence de la trame.